# Podpiwek kujawski
Podpiwek kujawski – gazowany, fermentowany, słodzony, bezalkoholowy napój zbożowy o ciemnobrązowej barwie, którego głównymi składnikami są: prażone ziarna jęczmienia i zmielony korzeń cykorii oraz chmiel aromatyczny. „Podpiwek kujawski” jest wprowadzany do obrotu w dwóch formach: gotowego napoju gazowanego oraz mieszanki suszu służącej do przygotowywania napoju w warunkach domowych.
Podpiwek kujawski jest produktem wpisanym na listę produktów tradycyjnych w dniu 2011-04-14 w kategorii Napoje w województwie kujawsko-pomorskim.

## Tradycja
Z powodu urodzajnych gleb Kujawy nazywane były spichlerzem Polski. W Królestwie Polskim na przełomie XVIII i XIX wieku wzrastało znaczenie rzeki Wisły, jako szlaku handlowego zbożem. Rocznie tym szlakiem przepływało 90% zboża na eksport. Na tych terenach zaczęły powstawać pierwsze fabryki korzystające z obficie dostępnych surowców produkcyjnych.
W roku 1816, pochodzący z Bydgoszczy Ferdynand i Wilhelm Bohm, uruchomili  we Włocławku pierwszą w Polsce fabrykę produkującą kawę zbożową. Kawa zbożowa była podstawą kuchni Kujawian i stała się wizytówką tego regionu. Kawę na Kujawach spożywano codziennie gotując ją krótko z dodatkiem mleka lub cukru. W latach 1935–1939 pojawiły się pierwsze reklamy opisujące nowy produkt o nazwie „podpiwek”. Podpiwek stanowił gotową mieszankę kawy zbożowej i chmielu.
Nazwa podpiwek określa słabe piwo otrzymane przez zalanie trzeciej brzeczki, czyli roztworu wodnego substancji otrzymanych w wyniku ekstrakcji z zacieranego słodu piwowarskiego i ugotowaniu z chmielem.
Podpiwek kujawski wyrabia się poprzez zalanie pierwszej brzeczki, przez co napój zachowuje pełnię swoich walorów smakowych. „Breczka po trzeciem nalaniu osobno się gotuje z chmielem i wyrabia się osobno na podpiwek stołowy”.
We wspomnieniach mieszkańców regionu Kujaw, podpiwek jest kojarzony z napojem spożywanym głównie w czasie żniw, gdyż napój doskonale gasił pragnienie. Aktualnie podpiwek na bazie palonego słodu, wyrabiany jest samodzielnie w warunkach domowych na bazie naturalnych składników.